# Poço Fundo
Poço Fundo là một đô thị thuộc bang Minas Gerais, Brasil. Đô thị này có diện tích 474,228 km², dân số năm 2007 là 15350 người, mật độ 34 người/km².